# 조 와이더

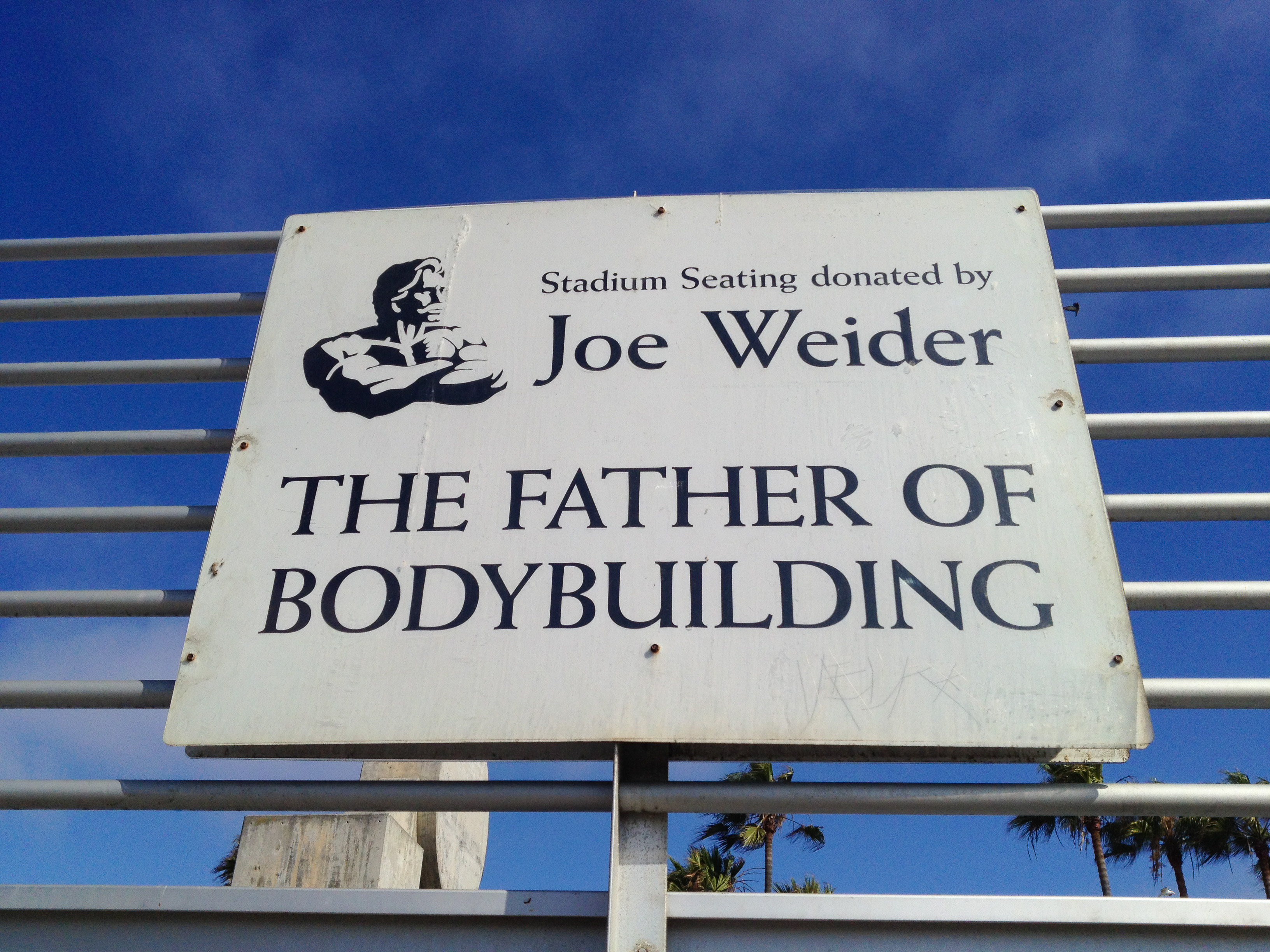

조 웨이더(Joe Weider, 1920년 11월 29일 ~ 2013년 3월 23일)는 캐나다의 보디빌더이자 기업인이다. 동생인 벤 웨이더와 함께 국제 보디빌딩 연맹을 설립하였다. 〈머슬앤피트니스〉와 같은 잡지를 창간한 것으로도 잘 알려져 있다.